# Џанкшон Сити (Илиноис)
Џанкшон Сити (енгл. Junction City) град је у америчкој савезној држави Илиноис.

## Демографија
По попису из 2010. године број становника је 482, што је 77 (-13,8%) становника мање него 2000. године.
| Група             | 2000.       | 2010.       |
| Белци             | 549 (98,2%) | 466 (96,7%) |
| Афроамериканци    | 0 (0,0%)    | 0 (0,0%)    |
| Азијати           | 2 (0,4%)    | 3 (0,6%)    |
| Хиспаноамериканци | 2 (0,4%)    | 3 (0,6%)    |
| Укупно            | 559         | 482         |